# 因韦尔诺和蒙特莱昂内
因韦尔诺和蒙特莱昂内（義大利語：Inverno e Monteleone），是意大利帕维亚省的一个市镇。总面积9平方公里，人口1238人，人口密度137.6人/平方公里（2009年）。国家统计（ISTAT）代码为018077。